# Oeste Catarinense
Oeste Catarinense is een van de zes mesoregio's van de Braziliaanse deelstaat Santa Catarina. Zij grenst aan de mesoregio's Norte Catarinense, Serrana, Centro-Sul Paranaense (PR), Sudoeste Paranaense (PR), Sudeste Paranaense (PR) en Noroeste Rio-Grandense (RS). De mesoregio heeft een oppervlakte van ca. 27.289 km². In 2007 werd het inwoneraantal geschat op 1.200.230.
Vijf microregio's behoren tot deze mesoregio:
- Chapecó
- Concórdia
- Joaçaba
- São Miguel do Oeste
- Xanxerê

Mesoregio's: Grande Florianópolis · Norte Catarinense · Oeste Catarinense · Serrana · Sul Catarinense · Vale do Itajaí

Microregio's: Araranguá · Blumenau · Campos de Lages · Canoinhas · Chapecó · Concórdia · Criciúma · Curitibanos · Florianópolis · Itajaí · Ituporanga · Joaçaba · Joinville · Rio do Sul · São Bento do Sul · São Miguel do Oeste · Tabuleiro · Tijucas · Tubarão · Xanxerê